# エドワード・アーチボルド

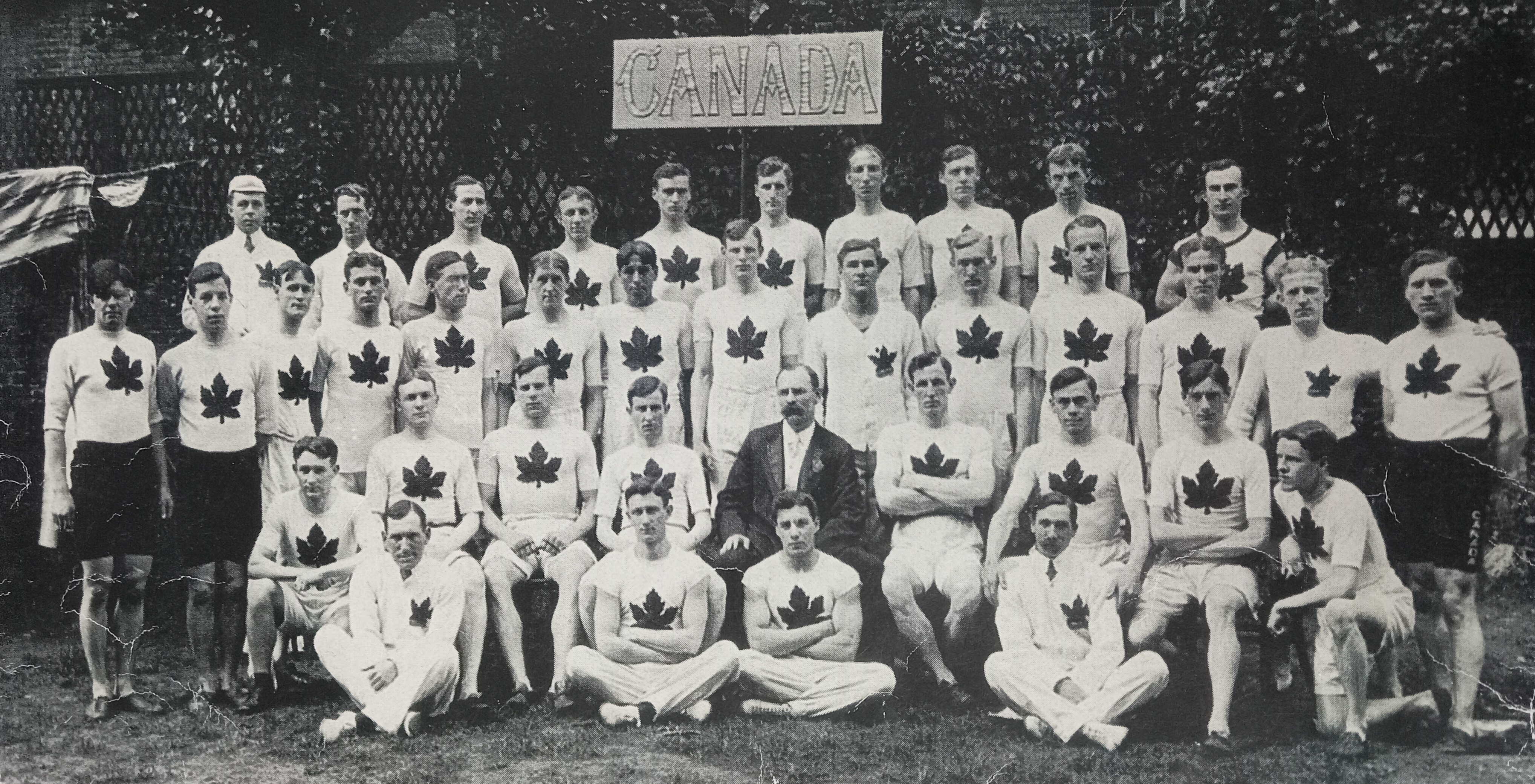
1908年ロンドンオリンピックのカナダ選手団。前から2列目、右から4人目がアーチボルド。

エドワード・アーチボルド（Edward Blake "Ed" Archibald、 1884年3月29日 – 1965年3月20日）は、カナダの元陸上競技選手である。彼は、1908年に開催されたロンドンオリンピックの棒高跳で銅メダルを獲得した。

## 経歴
アーチボルドはオリンピックのカナダ代表として、1906年に開催されたアテネオリンピック
と1908年のロンドンオリンピックの合計2回出場している。
アテネオリンピックでは、棒高跳と五種競技 の2種目に出場した。10名の選手が出場した棒高跳では、2メートル75センチの記録しか出せず最下位タイに終わった。五種競技では、立ち幅跳びで10位、ギリシャ式円盤投で13位となり、最終結果は7位だった。
次のロンドンオリンピックでは、棒高跳のみに出場した。ホワイトシティ・スタジアムを会場として7月24日に行われた棒高跳には、7つの国から15名の選手が出場し、予選上位8名が同日の決勝に進むことになっていた。アーチボルドは3メートル58センチの記録を出して、予選を3位タイで通過した。
決勝では、予選1位のアメリカ代表エドワード・クックと予選2位で同じくアメリカ代表のアルフレッド・ギルバートが3メートル71センチの同記録で金メダルを分け合う形となった。この結果、銀メダル該当者はなく、銅メダルを手にしたのは3メートル58センチの記録を残したアーチボルド、アメリカ代表のチャールズ・ジェイコブズ、スウェーデン代表のブルーノ・ゼーダーシュトレームの3選手となった。